# Кикладские идолы

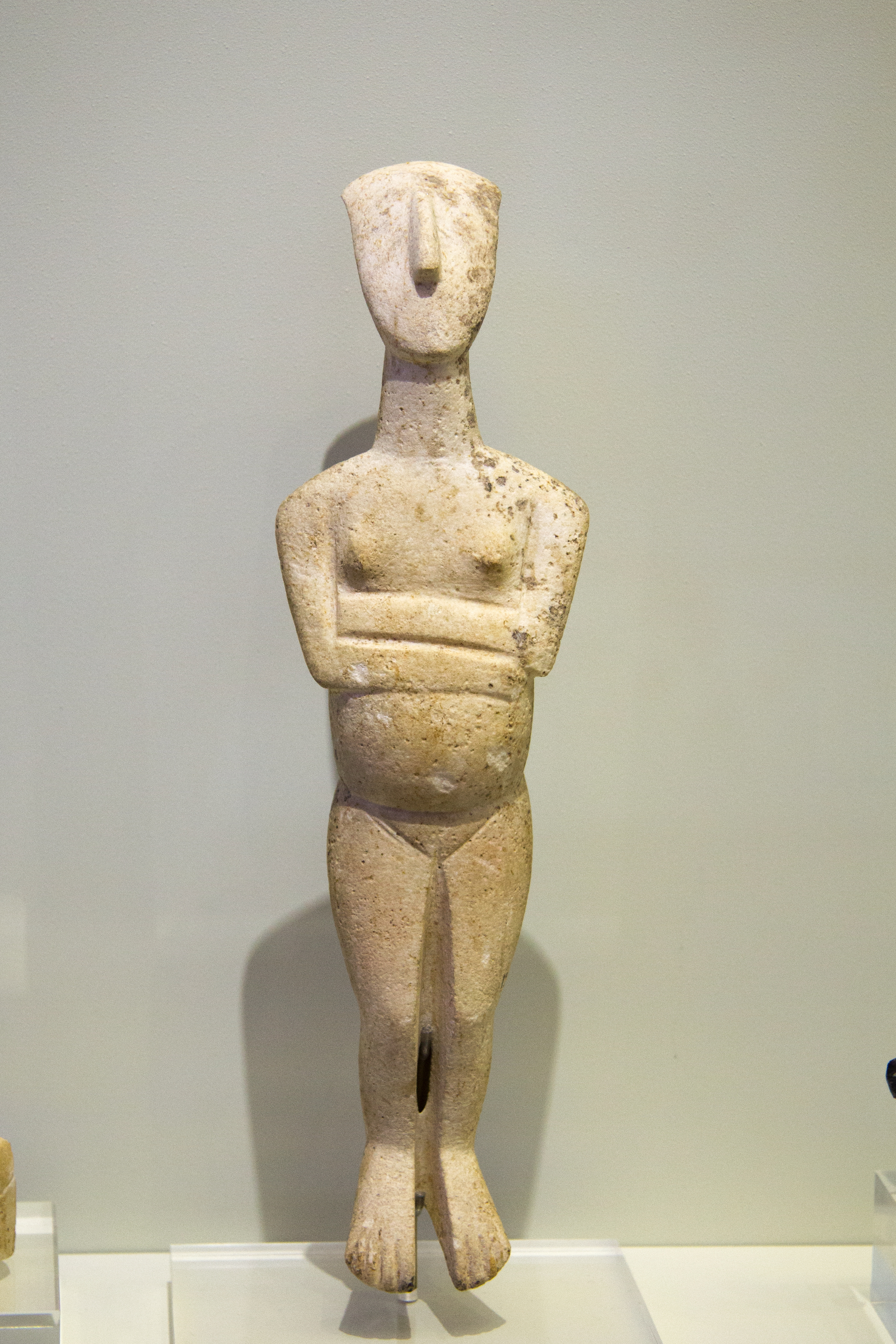
Типичный кикладский идол, ок. 2800—2300 до н. э. Музей кикладского искусства, Афины.

Кикладские идолы — небольшие антропоморфные мраморные фигурки с ярко выраженной геометризацией форм, характерные для кикладской цивилизации. Статуэтки, которые в основном датируются III—II тыс. до н. э., являются самыми яркими памятниками кикладского искусства.
Около 230 экспонатов экспонируются в Музее кикладского искусства им. Гуландриса в Афинах, Археологический музей Ираклиона на Крите также имеет обширную коллекцию. Меньшие коллекции можно найти в Лувре, Британском музее, Музее земли Баден, музее Гетти и других музеях и частных коллекциях.

## Описание
Размер фигурок, как правило, не более 30 см, хотя некоторые из них имеют длину около 1,5 м. Чаще всего древние мастера изображали обнаженную женскую фигуру со сложенными руками и сильно сжатыми ногами. Идолы созданы в древних, почти неолитических формах, которые сводятся к чистой абстракции, но сохраняют магическую силу фетиша. Это искусство объясняет человеческое тело в геометрических формах, придавая ему огромную грубую силу, лежащую в пределах линейных контуров. У идолов были раскрашенные глаза, губы и другие детали.

## Назначение
Исследователи полагают, что кикладские идолы, скорее всего, использовались в религиозных целях. Поскольку на большинстве статуэток изображены беременные женщины. Вероятно, эти скульптуры были посвящены богине плодородия.

## Влияние на современную культуру
Эти белые, прекрасно отполированные фигурки демонстрируют зрителям такой уверенный почерк и целостный гармоничный характер, которые оказали сильное влияние на творчество современных мастеров. Многие современные художники, такие как Константин Бранкузи, Джейкоб Эпстайн и Амедео Модильяни черпали своё вдохновение из простых и оригинальных очертаний кикладских фигур.